# Aechmea involucrata
Aechmea involucrata é uma espécie do gênero Aechmea. Esta espécie é uma planta nativa para o Equador.